# Smitinandia
Smitinandia é um género botânico pertencente à família das orquídeas (Orchidaceae).

## Espécies
1. Smitinandia helferi (Hook.f.) Garay (1972)
2. Smitinandia micrantha (Lindl.) Holttum (1969) - espécie tipo
3. Smitinandia selebensis (J.J.Sm.) Garay (1972)